# Peter Fiedler (Theologe)
Peter Fiedler (* 29. August 1940 in Mariaschein, Reichsgau Sudetenland; † 2. November 2009) war ein deutscher Theologe.
Peter Fiedler studierte Latein, Griechisch und Katholische Theologie in München und Freiburg im Breisgau. 1968 erfolgte an der Albert-Ludwigs-Universität Freiburg bei Anton Vögtle die Promotion zum Dr. theol. im Fach Neues Testament mit der Arbeit Die Formel „und siehe“ im Neuen Testament. In den darauffolgenden Jahren war er Assistent bei Vögtle. 1976 habilitierte sich Fiedler bei Vögtle mit der Arbeit Jesus und die Sünder.
Ab 1979 war er Professor an der Pädagogischen Hochschule in Lörrach, ab 1982 Professor an der Pädagogischen Hochschule in Ludwigsburg und seit 1991 Professor an der Pädagogischen Hochschule in Freiburg im Breisgau.
Sein großes Verdienst ist die unermüdliche Arbeit an der Verständigung von Juden und Christen und die damit verbundene historisch-kritische Exegese neutestamentlicher Schriften, v. a. mit Blick auf anti-jüdische Passagen im Neuen Testament. In seiner jahrzehntelangen Tätigkeit an verschiedenen Lehrerbildungseinrichtungen konnte er in der Religionspädagogik v. a. die Identifizierung traditioneller anti-jüdischer Darstellungstendenzen in Schulbüchern für den Religionsunterricht sowie in Kinderbibeln leisten und der Religionspädagogik damit auf dem Weg der jüdisch-christlichen Verständigung wichtige Impulse verleihen.

## Werke
- Die Formel „und siehe“ im Neuen Testament, (StANT 20). München 1969
- Jesus und die Sünder, (BET 3). Frankfurt und Bern 1976
- Das Judentum im katholischen Religionsunterricht. Analysen - Bewertungen  Perspektiven (Lernprozeß Christen Juden, 1). Düsseldorf 1980

Eine vollständige Bibliographie der Schriften Peter Fiedlers findet sich in:
- Reinhard Wunderlich und Bernd Feininger (Hrsg.): Übergänge - Studien zur Ev. und Kath. Theologie/Religionspädagogik. Band 7: Variationen des Christseins - Wege durch die Kirchengeschichte. Frankfurt am Main 2006, S. 417 ff., ISBN 978-3-631-54911-7.